# Плиска (село)
Плиска (укр. Плиска) — село в Лановецкой городской общине Кременецкого района Тернопольской области Украины.
До 2020 года входило в Лановецкий район.
Код КОАТУУ — 6123884803. Население по переписи 2001 года составляло 319 человек.

## Географическое положение
Село Плиска находится у одного из истоков реки Бугловка,
ниже по течению на расстоянии в 1 км расположено село Люлинцы.

## История
- 1618 год — дата основания.

## Объекты социальной сферы
- Школа I ст.
- Клуб.
- Фельдшерско-акушерский пункт.